# Rumhold
Rumhold († 20. Juni 941) war von 922 bis zu seinem Tode der achte Bischof von Münster.

## Leben
Rumhold stammt wahrscheinlich aus einer ursprünglich fränkischen Familie, die von den Karolingern im eroberten Sachsen mit Besitz ausgestattet worden war. Er gehört dabei in das Umfeld, aus dem später die Herren von Plessen und die Haolde hervorgingen. Verschwägert war diese Gruppe seit Anfang des 9. Jahrhunderts mit den Liudolfingern. Rumhold war wahrscheinlich ein Verwandter seines Vorgängers Nithard.
Über seine Jahre vor der Ernennung zum Bischof ist nichts bekannt. Unmittelbar nachdem sein Vorgänger das Bischofsamt in Münster verlassen hatte, folgte ihm Rumhold nach. Seine Ernennung verdankte er dem mit ihm verwandten Heinrich I. Dessen Politik hat er auch unterstützt.
In der Überlieferung wird von einem großen Kometen zu Beginn seiner Herrschaft berichtet. Tatsächlich war ein solcher 923, 925 oder 928 sichtbar. Das Himmelsschauspiel fiel in einen ungewöhnlich harten Winter und das Land wurde erneut von den Ungarn verheert. Er hat sich in der Erinnerung des Bistums um Frieden sowie um Armen- und Krankenpflege bemüht. Er hat den Streit seiner Vorgänger mit dem Domkapitel und dem Stiftsadel beigelegt. Rumhold hat dem Kapitel die große Summe von 48 Pfund Gold geschenkt. Die Domherren stifteten von dem Gold ein jährliches Sühnemahl, dass bis in das 15. Jahrhundert begangen wurde. Danach wurde die Stiftung in eine Geldleistung umgewandelt. 
Rumhold war 932 auf der großen Synode von Erfurt anwesend. An dieser nahm auch Heinrich I. teil. Für die späteren Jahre des Königs fehlen Beweise für die Teilnahme Rumholds an derartigen Ereignissen. Dies mag aber auch damit zu tun haben, dass es keine Teilnehmerlisten gibt. So ist es auch unklar, ob Rumhold an der Königswahl Otto I. teilnahm. Unsicher ist ebenso, ob er im Auftrag des Königs Reliquien aus Italien nach Magdeburg gebracht hat.